# بحران برند ماست (فیلم ۲۰۱۵)
بحران برند ماست (به انگلیسی: Our Brand Is Crisis) فیلمی کمدی-درام آمریکایی محصول سال ۲۰۱۵ به کارگردانی دیوید گوردون گرین و نویسندگی پیتر استران است. این فیلم بر اساس فیلم مستندی به همین نام اثر ریچل بوینتون در سال ۲۰۰۵ ساخته شده است و دربارهٔ دخالت متخصص مبارزات سیاسی آمریکا، گرینبرگ کارویل در طول انتخابات سال ۲۰۰۲ بولیوی است. در این فیلم بازیگرانی همچون ساندرا بولاک، بیلی باب تورنتون، آنتونی مکی، اسکوت مک‌نری، ژواکیم دی آلمیدا و آن داود ایفای نقش می‌کنند.
بحران برند ماست توسط وارنر برادرز در ۳۰ اکتبر ۲۰۱۵ اکران شد و مورد انتقادهای غیر مثبتی قرار گرفت، با وجود اینکه بازی بولاک مورد تحسین زیادی قرار گرفت، اما تبدیل به بمب گیشه شد.